# 宽叶拉拉藤
宽叶拉拉藤（学名：Galium boreale var. latifolium）为茜草科拉拉藤属下的一个变种。

## 扩展阅读
- 維基物種上的相關：宽叶拉拉藤